# Kim Wilde
Kim Wilde, rodným jménem Kim Smith (* 18. listopadu 1960 v Chiswicku, Londýn, Spojené království) je anglická popová zpěvačka a profesionální zahradnice. Největší úspěchy ve své pěvecké kariéře zaznamenala v 80. letech, když v roce 1981 debutovala s písní Kids in America.

## Dětství a mládí
Jedná se o prvorozenou dceru rock and rollového zpěváka Reginalda Smithe, známého pod uměleckým jménem Marty Wilde, a Joyce Bakerové, bývalé členky kapely The Vernons Girls. V osmi letech se s rodinou přestěhovala z Londýna do kraje Hertfordshire, kde prožila své dětství. Kim byla rodiči od mala vedená k hudbě a v roce 1980 složila zkoušky na umělecké škole St. Alban’s College of Art & Design.

## Kariéra

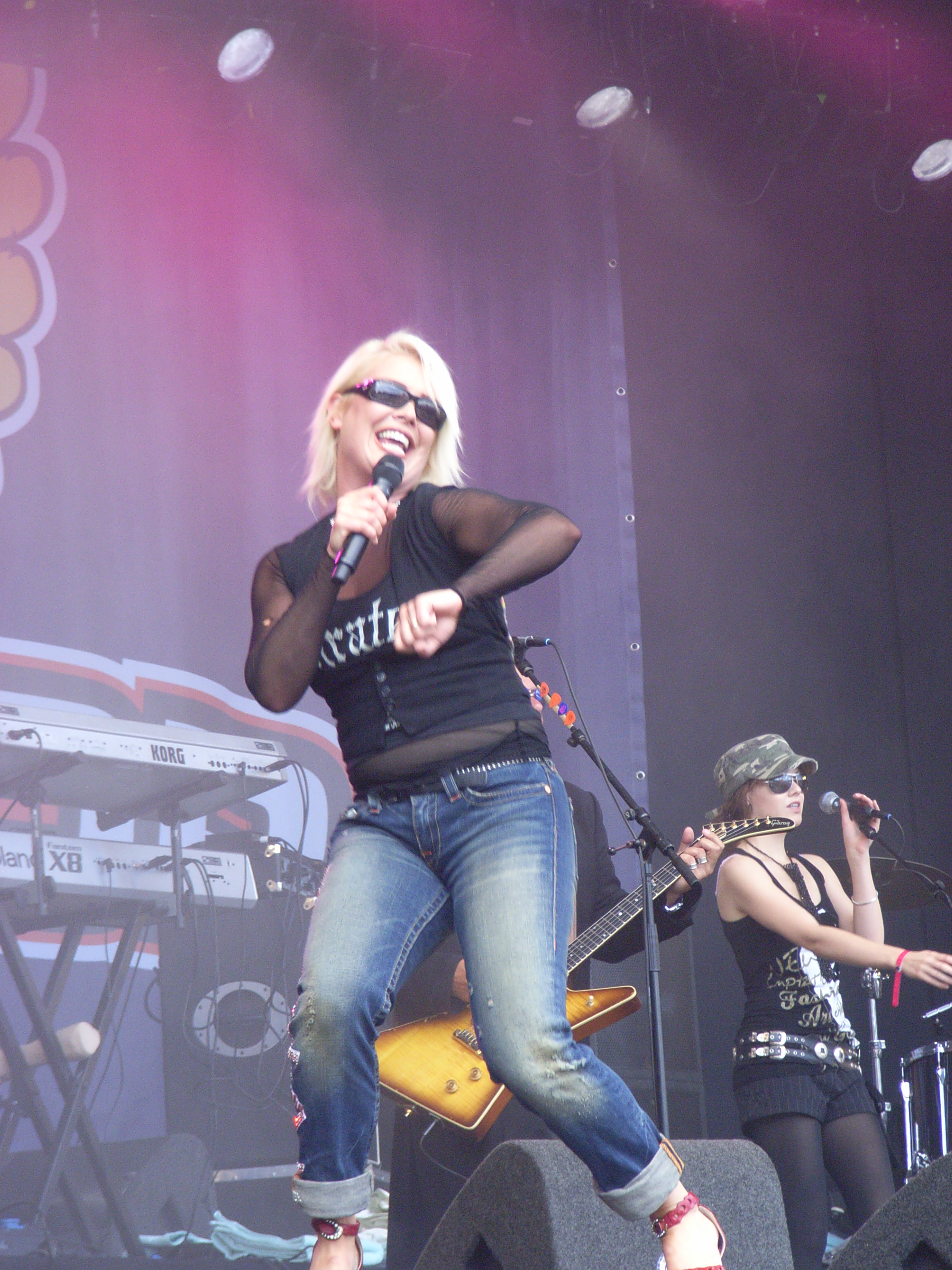
Kim Wilde během vystoupení v roce 2007

Po škole podepsala smlouvu s Mickiem Mostem, producentem z RAK Records, který si všiml jejího talentu, když ji viděl zpívat společně s její matkou. V lednu 1981 vydala svůj první singl Kids in America, s kterým dosáhla okamžitého úspěchu. Mnoho dalších zpěváků a kapel potom vytvořilo cover verzi této písně. V témže roce vydala i své první album Kim Wilde, které obsahovalo ještě pár dalších hitů. V roce 1982 vydala druhé album Select. Mohla se těšit velké podpoře své rodiny a její otec Marty Wilde a bratr Ricki Wilde pro ni psali písně, včetně jejích největších hitů. Její matka jí dělala manažerku.
V létě roku 1984 přešla z Rak Records k MCA Records, s nimiž v průběhu dalších 15 let natočila šest alb, které se prodávaly po celém světě. V roce 1986 se jejím největším hitem stal remake písně You Keep Me Hangin' On, kterou původně zpívali The Supremes. S touto písní pak prorazila na první místo americké hitparády. Ve druhé polovině 80. let si své písně začala psát sama a složila si mnoho dalších hitů, které pak v MCA Records vydali na jejích deskách. Zpátky v Británii pak získala v roce 1983 ocenění zpěvačka roku od British Phonographic Industry (nyní známé jako Brits - obdoba českého Zlatého slavíka) a v následujících letech byla mezi nominovanými. Kim Wilde absolvovala celkem pět sólových turné a na nich si zazpívala po boku takových popových velikánů jako Michael Jackson (1988) a David Bowie (1990).
V 90. letech se pustila do nových projektů, aby si obohatila svou kariéru, a objevila se i v muzikálu Tommy, které se hrálo v londýnském divadle West End. V roce 1997 v divadle ukončila angažmá a na nějakou dobu se stáhla z hudební scény, protože se vdala a musela se starat o své děti. V roce 2001 se vrátila a zúčastnila se po několika letech poprvé živého koncertu. Od konce roku 2001 absolvovala po Velké Británii ještě třikrát turné s názvem "Here & Now Tour", kde oprášila své staré hity a zpívala společně s mnoha slavnými zpěváky jako Belinda Carlisle, Paul Young nebo Howard Jones. V roce 2003 zaznamenala další úspěch, když nazpívala s německou zpěvačkou Nenou duet písně Anyplace, Anywhere, Anytime, což byl remake hitu Irgendwie, irgendwo, irgendwann od Neny z roku 1984 (česky, nějak, někde, někdy).
V roce 2006 podepsala novou smlouvu, tentokrát s nahrávací společností EMI a vydala zatím poslední desku Never Say Never.

## Osobní život a zájmy
Během 80. let prožila několik lásek s lidmi, se kterými spolupracovala. Byla postupně zamilovaná do saxofonisty Garyho Barnacleho, klavíristy Calvina Hayese a později do svého hráče na klávesy Jeffa Hammera. Nakonec se ale provdala až v roce 1996 za svého kolegu Hala Fowlera z projektu Tommy a chtěla mít co nejdříve děti. 3. ledna 1998 se jí narodil syn Harry Tristan a o dva roky později 13. ledna 2000 dcera Rose Elizabeth. Během těhotenství se v ní probudil zájem o zahradnictví a nastoupila na slavnou Capel Manor college. V její nové činnosti se jí dařilo velmi dobře a v roce 2005 získala zlatou medaili na botanické výstavě v Chelsea. Dále vydala dvě knihy Gardening with Children a The First-time Gardener, které se týkaly zahradnictví a čtenářům předávala své rady a zkušenosti. Dále navrhla zahrady All about Alice v roce 2001 a The Cumbrian Fellside Garden v roce 2005.
- Digitální verze práce Kim Wilde na zahradě The Cumbrian Fellside Garden

## Diskografie
- Alba
  - Kim Wilde (1981) - RAK Records
  - Select (1982) - RAK Records
  - Catch As Catch Can (1983) - RAK Records
  - Teases & Dares (1984) - MCA Records
  - Another Step (1986) - MCA Records
  - Close (album) (1988) - MCA Records
  - Love Moves (1990) - MCA Records
  - Love Is (1992) - MCA Records
  - Now & Forever / Breaking Away (1995) - MCA Records
  - Never Say Never (2006) - EMI
  - Come Out and Play (2010)
  - Snapshots (2011)
  - Here Come the Aliens (2018)
  - Closer (2025)